# Дальберги
Дальберги (Dalberg), реже Дальбурги (Dalburg) — знатный баронский род из Порейнья, из которого происходило несколько знаменитых немецких прелатов. Старшая ветвь рода (Дальберг-Дальберг) угасла в 1848 году, младшая (Дальберг-Хернсхайм) — пятнадцатью годами ранее.

## Происхождение
Дальберги с древних времен были наследственными камерариями соборного капитула в Вормсе. Основателем рода считается Экберт, который основал в 1119 г. аббатство во Франкентале. Один из его потомков в XIV веке взял в жёны наследницу замка Дальбург близ Крейцнаха и сделал его название своей фамилией. По семейным преданиям, к числу Дальбергов принадлежал и святой Гериберт, который в качестве архиепископа кёльнского короновал в 1002 г. Генриха II.
Со времён Фридриха III при каждой коронации императорский герольд должен был провозгласить: «Нет ли здесь Дальберга?» — после чего один из Дальбергов являлся перед императором, преклонял колена и посвящался в первые рыцари империи.

## Представители
- Иоганн фон Дальберг (1445—1503) — епископ Вормсский, покровитель Гейдельбергского университета и Рудольфа Агриколы, председатель учреждённого Цельтисом сообщества гуманистов.
- Вольфганг фон Дальберг (1538—1601) — архиепископ Майнцский (с 1582), урегулировал территориальные споры с Гессен-Касселем, проводил политику умиротворения протестантов.
- Адольф фон Дальберг (1678—1737) — князь-аббат Фульды с 1726 года, учредил Фульдский университет, выстроил загородную резиденцию: замок Фазанери.
- Карл Теодор фон Дальберг (1744—1817) — архиепископ Майнцский и Регенсбургский, князь-примас Рейнского союза в 1806—1813 годах, правая рука Наполеона в германских землях, при секуляризации получил от него крупные владения, включая великое герцогство Франкфурт.
- Марианна фон Дальберг (1745—1804) — супруга графа Лейена, управляла княжеством Лейенским после ранней смерти мужа, жила в Париже, откуда вынуждена была бежать в разгар революционных волнений.
- Вольфганг Хериберт фон Дальберг (1750—1806) — брат двоих предыдущих, приятель и корреспондент Шиллера, руководил первыми постановками его пьес.
- Эммерих Йозеф фон Дальберг (1773—1833) — сын предыдущего, последний представитель младшей (хернсхаймской) ветви рода, доверенное лицо Талейрана. За дипломатические заслуги получил от Наполеона титул герцога, но во время Ста дней энергично способствовал дипломатической изоляции вчерашнего патрона.

|                                             |  |                                                             |  |                                     |
| Барочный дворец младших Дальбергов в Майнце |  | Памятник Хериберту фон Дальбергу перед его домом в Мангейме |  | Родовой замок Хернсхайм близ Вормса |

Мария-Луиза, дочь и наследница Эммериха Йозефа от брака с внучкой генуэзского дожа Бриньоле-Сале, сочеталась браком с английским баронетом Фердинандом Актоном, хозяином роскошной виллы Пиньятелли под Неаполем. Его отец, адмирал Актон, пользуясь неограниченной благосклонностью королевы Марии Каролины, в годы противостояния с Наполеоном фактически диктовал политику Неаполитанского королевства. Сыном Марии-Луизы и Фредерика был известный английский историк, носивший двойную фамилию Дальберг-Актон.

## Младшая линия
Самая младшая ветвь рода, моравская, владела поместьем Дачице на юге Моравии и замком Фризенхаузен в Нижней Франконии. В 1809 г. к ней перешли владения и титулы верхнерейнских графов Оштейнов. Эта линия угасла в 1940 г. в лице графа Иоганна фон Дальберга. Его старшая сестра Мария Анна (1891—1979) в 1912 г. вышла замуж за принца Зальм-Зальмского с условием, что их потомство будет носить двойную фамилию Зальм-Дальберг. В наследство детям она оставила старейшую в Германии винодельню вблизи Крейцнаха, история которой насчитывает 800 лет.